# Lilla Hedningen
Lilla Hedningen är en sjö i Gnesta kommun i Södermanland och ingår i Trosaåns huvudavrinningsområde. Sjön är 3,5 meter djup, har en yta på 0,026 kvadratkilometer och är belägen 46 meter över havet.